# ساکن بیبوسینوف
ساکن بیبوسینوف (انگلیسی: Saken Bibossinov؛ زادهٔ ۳ ژوئیهٔ ۱۹۹۷) بوکسور اهل قزاقستان است.